# Herb gminy Gardeja
Herb gminy Gardeja – symbol gminy Gardeja.

## Historia
Pierwszy herb ustanowił miastu Gardei w 1338 biskup pomezański Bertold. Z racji należenia do posiadłości biskupich była to tarcza herbowa koloru błękitnego, w której znajdowało się złote karło – krzesło biskupie bez poręczy o skrzyżowanych nogach, zakończone u góry łbami, a na dole łapami lwimi. Takim herbem miasto posługiwało się do pożaru w 1554. W 1559, po nadaniu przez Albrechta Hohenzollerna nowego przywileju, zaczęto posługiwać się nowym herbem, na którym widniał, zgodnie z informacją podaną przez Otto Huppa, czerwony lew na białym tle, stojący na tylnych łapach. W takiej formie herb przetrwał do dzisiaj i w zmienionej formie jest herbem gminy.

## Wygląd
Herb przedstawia na tarczy koloru niebieskiego postać czerwonego lwa, stojącego na tylnych łapach i patrzącego w prawo. W jego górnej części znajduje się czerwony napis „GMINA GARDEJA”. 